# Wohn- und Wirtschaftsgebäude Eitzendorf 2

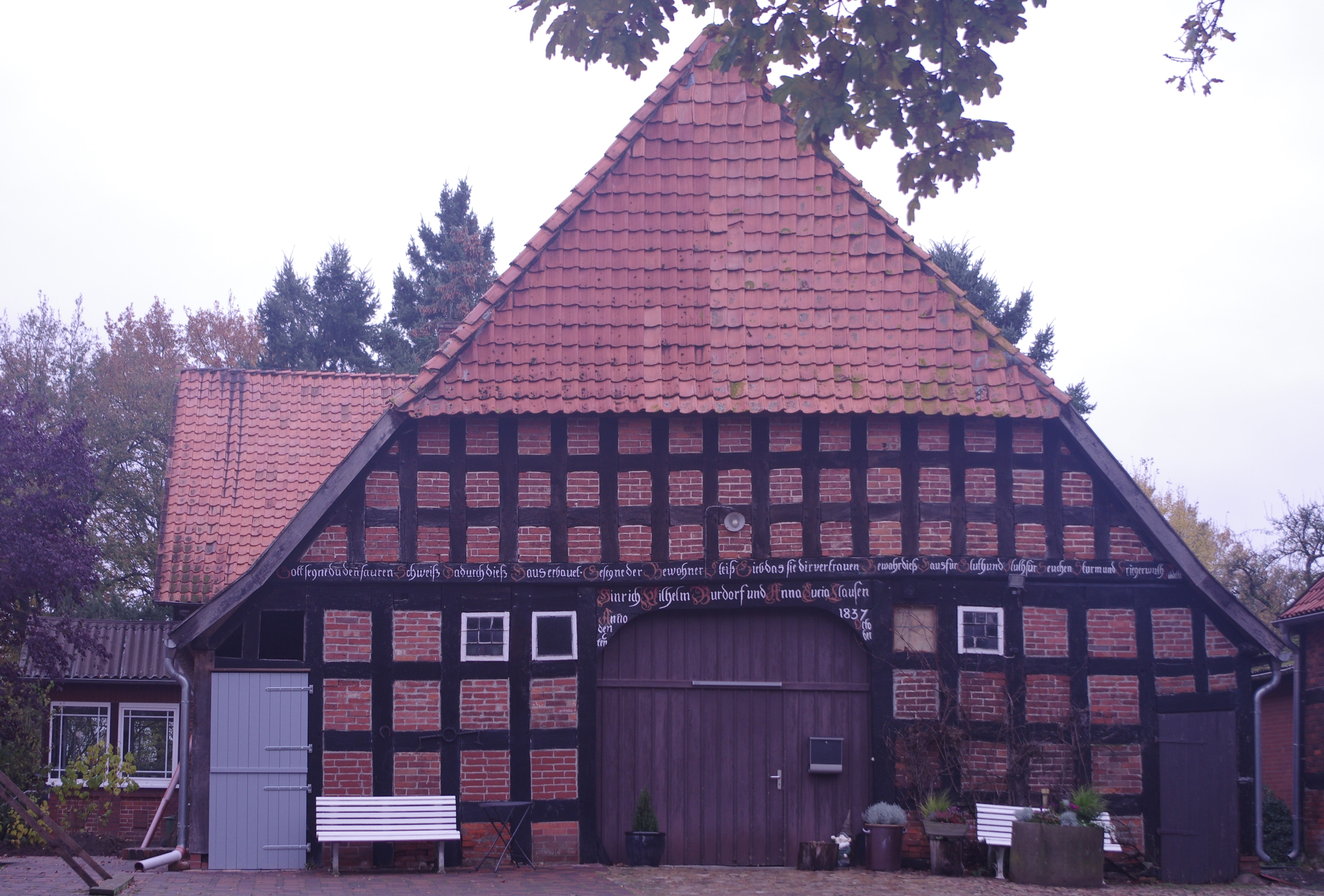

Das Wohn- und Wirtschaftsgebäude Eitzendorf 2 in Hilgermissen-Eitzendorf in der niedersächsischen Samtgemeinde Grafschaft Hoya stammt vom 19. Jahrhundert.
Aktuell (2023) wird der Hof landwirtschaftlich genutzt.
Das Gebäude steht unter Denkmalschutz (siehe auch Liste der Baudenkmale in Hilgermissen).

## Beschreibung
Das eingeschossige giebelständige Hallenhaus in Fachwerk mit Steinausfachungen sowie mit Krüppelwalmdach wurde 1837 (Inschrift über der Grooten Door) gebaut.
Die Hofanlage besteht aus zwei weiteren nicht denkmalgeschützten Gebäuden.
Das Landesdenkmalamt befand: „… geschichtliche Bedeutung … durch beispielhafte Ausprägung eines niederdeutschen Hallenhauses …“